# Chronologie de la première expédition portugaise aux Indes

Chemin parcouru par l'expédition portugaise (noir). pour comparaison, chemin suivi par Pêro da Covilhã (orange) une fois séparé de Afonso de Paiva (bleu) après un voyage en commun (vert).

Cet article détaille la chronologie de la première expédition portugaise aux Indes, d'après les indications du livre de bord anonyme de l'expédition de Vasco de Gama, Roteiro da primeira viagem de Vasco da Gama à Índia (« Relation du premier voyage de Vasco de Gama aux Indes »).

## Aller
| Escale                                         | Départ      | Arrivée     | Durée (jours)   | Durée (jours)  |
| Escale                                         | Départ      | Arrivée     | Voyage          | Temps d'escale |
| ---------------------------------------------- | ----------- | ----------- | --------------- | -------------- |
| 1497                                           |             |             |                 |                |
| Lisbonne / Santiago (Cap-Vert)                 | 8 juillet   | 27 juillet  | 19              | -              |
| Santiago / baie de Sainte-Hélène               | 3 août      | 7 novembre  | 96              | -              |
| Baie de Sainte-Hélène                          | -           | -           | -               | 9              |
| Baie de Sainte-Hélène / cap de Bonne-Espérance | 16 novembre | 22 novembre | 6               | -              |
| Cap de Bonne-Espérance / São Brás              | 22 novembre | 25 novembre | 3               | -              |
| São Brás                                       | -           | -           | -               | 13             |
| São Brás / Ponta da Pescaria                   | 8 décembre  | 28 décembre | 20              | -              |
| Ponta da Pescaria / Rio do Cobre               | 28 décembre | 11 janvier  | 14              | -              |
| Rio do Cobre                                   | -           | -           | -               | 5              |
| 1498                                           |             |             |                 |                |
| Rio do Cobre/Rio dos Bons Sinais               | 16 janvier  | 25 janvier  | 9               | -              |
| Rio dos Bons Sinais                            | -           | -           | -               | 30             |
| Rio dos Bons Sinais / Mozambique               | 24 février  | 2 mars      | 6               | -              |
| Mozambique                                     | -           | -           | -               | 27             |
| Mozambique / São Rafael                        | 29 mars     | 5 avril     | 7               | -              |
| São Rafael                                     | -           | -           | -               | 2              |
| São Rafael / Mombasa                           | 7 avril     | 7 avril     | quelques heures | -              |
| Mombaça                                        | -           | -           | -               | 6              |
| Mombaça / Malindi                              | 13 avril    | 14 avril    | 1               | -              |
| Melinde / Kozhikode                            | 24 avril    | 20 mai      | 2-6             | 10             |
| Total : 309 jours                              |             |             |                 |                |

## Le retour
| Escale                              | Départ       | Arrivée      | Durée (jours) | Durée (jours)   |
| Escale                              | Départ       | Arrivée      | Voyage        | Temps d'escale  |
| ----------------------------------- | ------------ | ------------ | ------------- | --------------- |
| 1498                                |              |              |               |                 |
| Kozhikode / Îlots de Santa Maria    | 29 août      | 15 septembre | 17            | -               |
| Îlots de Santa Maria                | -            | -            | -             | quelques heures |
| Îlots de Santa Maria / Angediva     | 15 septembre | 20 septembre | 5             | -               |
| Angediva                            | -            | -            | -             | 15              |
| Angediva / Malindi                  | 5 octobre    | 7 janvier    | 94            | -               |
| Malindi                             | -            | -            | -             | 4               |
| 1499                                |              |              |               |                 |
| Malindi / São Rafael                | 11 janvier   | 13 janvier   | 2             | -               |
| São Rafael                          | -            | -            | -             | 14              |
| São Rafael / São Jorge              | 27 janvier   | 2 février    | 5             | -               |
| São Jorge                           | -            | -            | -             | 1               |
| São Jorge / São Brás                | 1er février  | 3 mars       | 29            | -               |
| São Brás                            | -            | -            | -             | 9               |
| São Brás / cap de Bonne-Espérance   | 12 mars      | 20 mars      | 8             | -               |
| Cap de Bonne-Espérance / Rio Grande | 20 mars      | 25 avril     | 36            | -               |
| Rio Grande / Lisbonne               | 25 avril     | 10 juin      | 76            | -               |
| Total : 315 jours                   |              |              |               |                 |